# Эшарп
Эша́рп (фр. écharpe) — дамский шарф из лёгкой газовой ткани в XIX веке. Оставался в моде до конца 1830-х годов.
Эшарпы отделывались кистями, бахромой, вышивкой и оборками. Дамы носили их повязанными на шее, на плечах, перекинутыми через локти, а также использовали в качестве пояса. Модные журналы рекламировали специальный узел для эшарпа под названием «сотуар». В «Горе от ума» А. С. Грибоедова княжны восторгаются барежевым эшарпом, который подарил кузен.